# Saint John (Barbade)
Pour les articles homonymes, voir Paroisse de Saint John et Saint-John.
Saint John est l'une des onze paroisses de la Barbade.

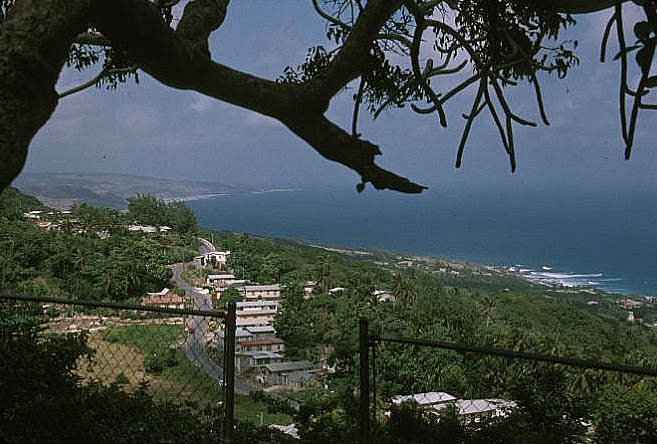